# Héritages de la politique soviétique en Asie centrale
 (septembre 2017).
Si vous disposez d'ouvrages ou d'articles de référence ou si vous connaissez des sites web de qualité traitant du thème abordé ici, merci de compléter l'article en donnant les références utiles à sa vérifiabilité et en les liant à la section « Notes et références ».
 (septembre 2017).
- Si vous ne connaissez pas le sujet, laissez ce bandeau (vous pouvez alors contacter les auteurs).
- Si vous supprimez le contenu mis en cause (vous pouvez préalablement contacter les auteurs),

argumentez précisément cette suppression dans la page de discussion
(un manque de référence n'est pas un argument ; une recherche réelle de référence doit avoir été effectuée, être formellement documentée).

Carte politique de l'Asie centrale en 2008.

Les républiques du Kazakhstan, d'Ouzbékistan, de Kirghizistan, du Turkménistan, et du Tadjikistan formèrent de 1922 à 1991 des républiques socialistes soviétiques d'Asie centrale (ou « Asie centrale soviétique ») membres de l'URSS. Cet article traite des traces restantes de la politique soviétique dans cette région.

## Héritages ethniques

Carte politique de la vallée de Ferghana.

Les frontières qui séparent les différentes républiques d'Asie centrale ont été tracées par le dictateur soviétique Joseph Staline entre 1924 et 1936 avec pour principal but de fragmenter leur population pour ainsi noyer les séparatismes. La vallée du Ferghana partagée entre l'Ouzbékistan, le Kirghizistan et le Tadjikistan, avec ses neuf enclaves (Sarvak, Barka, Kalatcha, Khalmion, Chakhimardan, Sokh, Taïan, Voroukh, Kaïragatch), est révélatrice de ce tracé. 
La conséquence de cette politique de fragmentation ethnique aujourd'hui est que les différents peuples, mélangés entre eux, rencontrent des divergences risquant d'entraîner des politiques d'épuration ethnique. Dans la ville kirghize d'Och, à la frontière ouzbek, à cause de tensions concernant l'accès aux terres, à l'eau et aux logements, de violents incidents éclatèrent en 1990 entre Kirghizes et Ouzbeks qui firent environ 230 morts. En juin 2010, pour les mêmes raisons et en période de grave instabilité gouvernementale au Kirghizistan, les Kirghizes se livrèrent à une épuration sanglante d'Ouzbeks et à des incendies de leurs maisons à Och, ce qui provoqua la mort d'environ 200 personnes. Mais le relatif désintérêt des médias occidentaux laisse indifférente la population occidentale à de tels massacres. 
En outre, ethnologiquement, les peuples d'Asie centrale forment, sauf en Ouzbékistan et au Turkménistan, une majorité bien courte dans leurs propres pays. Les Russes forment une minorité importante dans chaque pays : 30 % au Kazakhstan, 22 % au Kirghizistan, 10 % au Tadjikistan, 8,3 % en Ouzbékistan et 5 % au Turkménistan. Mais la minorité russe tend à diminuer depuis 1991 en raison du retour d'une partie d'entre eux en Russie. D'autres minorités provenant d'autres régions de l'URSS, tels que les Ukrainiens, sont également présents, mais en moindre mesure. De plus, des déportés allemands (venant de la Volga, ou Allemands du Caucase, Allemands de la mer Noire, etc.), Tchétchènes ou Tatars en Asie centrale par le pouvoir soviétique conduit à une présence assez surprenante de ces peuples, en particulier au Kazakhstan. En effet, aujourd'hui, 2,4 % de la population kazakhe est d'origine allemande.

## Héritages politiques
Les États d'Asie centrale ont développé pour la plupart des régimes politiques assez proches de celui de l'URSS, présidentiels forts, proches du communisme et basés sur la nomenklatura (corps de hauts fonctionnaires, personnalités et responsables politiques bénéficiant de privilèges spéciaux dans les pays communistes).
Par exemple, le régime politique turkmène, profondément communiste et totalitaire, constitue l'un des gouvernements offrant le moins de libertés à ses citoyens dans le monde. Le dictateur Saparmyrat Nyýazow gouverna le Turkménistan de 1991 à sa mort en 2006. Issu de la nomenklatura soviétique, il fit exercer sur lui un véritable culte de la personnalité. Se faisant appeler "Turkmenbashi" ("le père des Turkmènes"), il se fit construire un palais gigantesque et une statue en or pivotante dans la capitale Achgabat, renomma des noms de villes, de jours de la semaine ou de mois de l'année par des noms de personnes de sa famille, écrivit un livre de philosophie communiste dont il déclara qu'il était plus important que la Bible ou le Coran, appliqua la censure et bâillonna toute forme d'opposition. Son successeur, Gurbanguly Berdimuhamedow, poursuit sa politique. Seul le Kirghizistan possède un régime plus modéré mais extrêmement instable.
L'intégralité des pays d'Asie centrale sont membres de la Communauté des États indépendants (CEI), organisation issue du démantèlement de l'URSS et dominée par la Russie. Plusieurs bases militaires russes subsistent ainsi en Asie centrale. 
Linguistiquement, le russe est une langue encore importante en Asie centrale ; il s'agit dans chaque pays de la deuxième langue. 
Économiquement, l'Union soviétique a permis d'industrialiser massivement les pays d'Asie centrale autrefois complètement agricoles.

## Héritages écologiques

### La catastrophe de la mer d'Aral

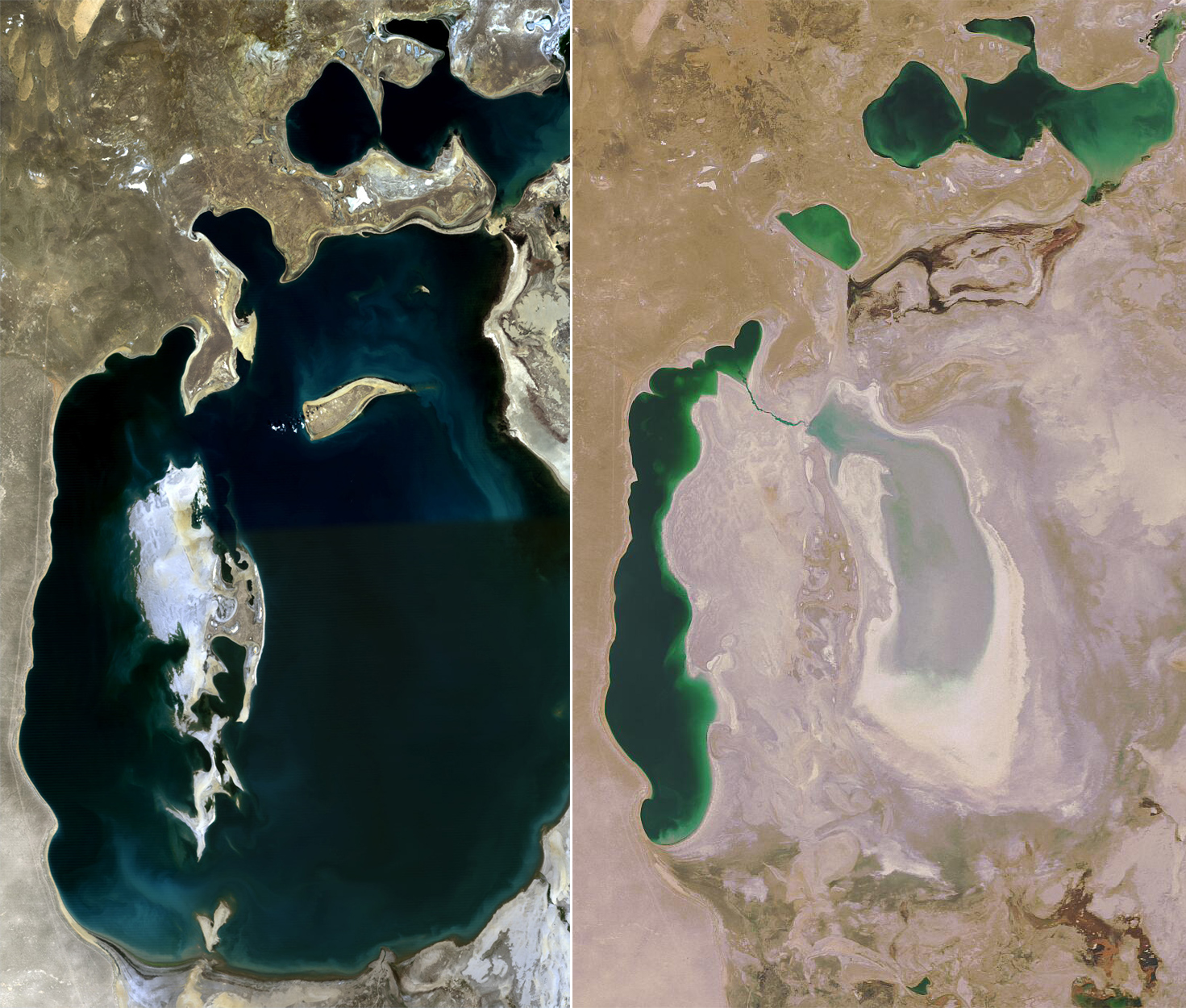
Vue satellitaire de la mer d'Aral en 1989 et 2008.

La politique soviétique est à l'origine de graves problèmes écologiques en Asie centrale. De grands systèmes d'irrigation ont été créés, ce qui a eu des conséquences désastreuses sur les bassins hydrologiques. La mer d'Aral est de loin l'exemple le plus significatif de cette politique. Avant les années 1960, il s'agissait de la quatrième des mers fermées du monde. Très poissonneuse, il existait deux ports de pêche actifs, Aralsk (aujourd'hui au Kazakhstan) et Mouynak (aujourd'hui en Ouzbékistan). Mais dans les années 1960, le gouvernement soviétique entreprit de détourner les cours de deux fleuves qui alimentaient la mer d'Aral (l'Amou-Daria et le Syr-Daria) afin d'irriguer les champs de coton voisins. Ainsi, la forte réduction de l'apport de ces deux fleuves a fait baisser le niveau de la mer. Le volume de la mer a diminué d'environ 70 % depuis 1960 et s'est séparée en deux parties en 1988 (la petite mer d'Aral, au nord, alimentée par le Syr-Daria ; et la grande mer d'Aral, au sud, alimentée par l'Amou-Daria). L'évaporation a fait tripler le taux de salinité de la mer, et les pesticides ont contaminé les eaux et décimé la vie marine (esturgeons, carpes, harengs,…). Remplis de sels et de produits chimiques, les sables du littoral se sont répandus à l'intérieur des terres, provoquant de violentes tempêtes de sel ou de poussières dans la région et empoisonnant l'écosystème. L'économie locale a aussi été touchée : Aralsk et Mouynak se situent aujourd'hui à plusieurs dizaines de kilomètres de la mer, et les pêcheurs de ces villes ont perdu leur travail avec le début du programme d'assèchement de la mer. 
En 1994, les gouvernements kazakh, ouzbek, turkmène, kirghiz et tadjik se sont mis d'accord pour commencer un programme de restauration de la mer d'Aral. Chaque pays s'est engagé à verser 1 % de son PIB annuel pour cette opération ; certains ont même signé un accord de principe afin de diminuer la quantité d'eau détournée pour l'irrigation. Mais malheureusement, les dégâts semblent irréparables et la mer d'Aral continue toujours à s'assécher malgré les mesures entreprises par les gouvernements d'Asie centrale.

### Autres problèmes dus à l'irrigation massive
L'irrigation intensive, massivement utilisée dans les années 1980 pour faire de l'URSS le principal producteur de coton au monde, n'a pas pour unique conséquence l'assèchement de la mer d'Aral. Les régions fertilisées se sont stérilisées à cause de l'accumulation de sels minéraux, ce qui fait que 40 % des terres irriguées en Asie centrale sont en voie de désertification. La qualité de l'eau des fleuves s'est de plus détériorée par l'utilisation massive de fertilisants et de pesticides. De plus, des tensions entre les différents États d'Asie centrale à propos de l'eau éclatent entre les pays qui détiennent l'eau et ceux qui la consomment ; l'Ouzbékistan, irrigué par l'Amou-Daria, prélève à lui seul 52 % des eaux du bassin de ce fleuve et du Syr-Daria réunis.
L'éclatement de l'URSS en 1991 a provoqué des problèmes au niveau de certains aménagements : le barrage de Toktogul (Kirghizistan) sur le Syr-Daria. Sous l'ère soviétique, 75 % des eaux étaient relâchées en été pour permettre à la république soviétique du Kirghizistan de redistribuer l'hydroélectricité produite par le barrage aux républiques de l'Ouzbékistan et du Kazakhstan en échange d'hydrocarbures. Mais le prix de ceux-ci s'est brusquement envolé avec l'indépendance kirghize. Privilégiant le chauffage électrique, le Kirghizistan relâche ainsi moins d'eau en été et plus en hiver pour couvrir leur demande en électricité, engendrant les protestations des fermiers locaux ouzbeks et kazakhs, pays situés en aval qui subissent une pénurie d'eau en été et sont inondés en hiver, comme en 2004 et en 2005 dans la région de Kyzylorda (Kazakhstan), sur le Syr-Daria. 
La vallée du Ferghana, à la frontière entre l'Ouzbékistan, le Kirghizistan et le Tadjikistan, est la région la plus densément peuplée d'Asie centrale (jusqu'à 500 habitants au km²). Cette surpopulation contribue à épuiser les ressources de la vallée, déjà très touchée par les effets secondaires de l'irrigation massive. Le tracé des frontières décidé par Staline entre 1924 et 1936 avec ses neuf enclaves dans la vallée du Ferghana, a mélangé énormément les différents peuples qui se disputent ainsi la répartition et le contrôle des terres arables ainsi que de l'eau. Ces tensions entre Kazakhs et Ouzbeks prennent ainsi des proportions graves : de violents incidents interethniques éclatèrent à Och (Kirghizistan) en 1990 et en 2010, causant à chaque fois plus de 200 morts (voir plus haut).   

### Autres héritages écologiques

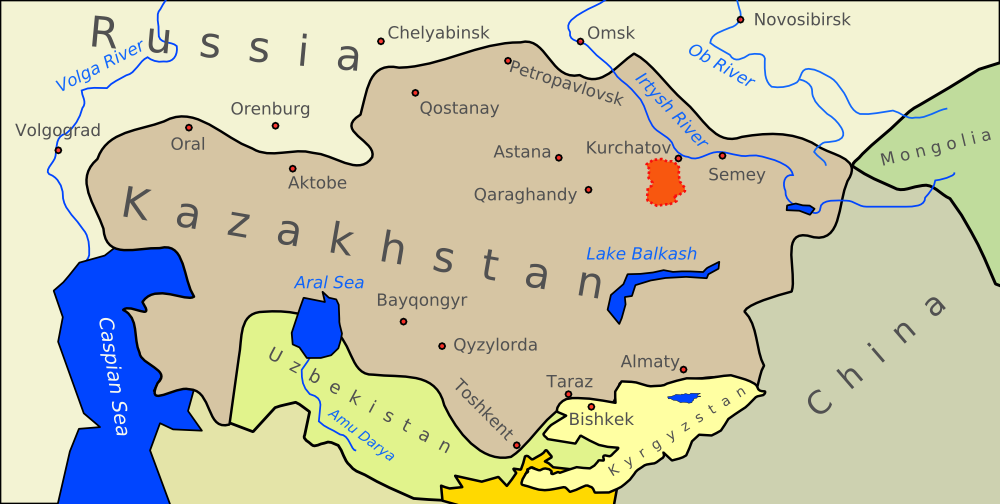
Situation du polygone nucléaire de Semipalatinsk (en orange).

Durant la guerre froide, l'URSS utilisait fréquemment l'Asie centrale, région à faible population, pour y effectuer des tests nucléaires et y stocker des déchets radioactifs. Au Kazakhstan, quatre essais nucléaires ont été effectués par le régime soviétique, notamment à Semipalatinsk, ville du nord-est du pays proche de trois sites de stockage de déchets radioactifs ; en tout, onze sites de ce type ont été installés en Asie centrale par l'URSS, en particulier dans la vallée du Ferghana (Ouzbékistan, Tadjikistan, Kirghizistan). La conséquence de cette opération est la menace directe sur la santé des populations résidant dans ces zones. La région de Semipalatinsk est la plus polluée d'Asie centrale.     
En outre, l'extraction minière a fait accumuler des déchets dans la région (or, antimoine, mercure). Enfin, les rejets industriels et agricoles excessifs ont causé la pollution des fleuves, de la mer Caspienne et de l'atmosphère de la région d'Almaty (sud du Kazakhstan) et du nord-est du Kazakhstan.